# Шаховской, Андрей Фёдорович
Не следует путать с Шаховской, Андрей Фёдорович (воевода).
Князь Андрей Фёдорович Шаховской (?—1637) — московский дворянин и воевода в Смутное время и во времена правления Михаила Фёдоровича.
Из княжеского рода Шаховские. Третий сын князя Фёдора Ивановича Шаховского по прозванию «Долгой», упомянутого в 1631 году стольником патриарха Филарета, а в 1634 году государевым стольником. Имел братьев, князей: московского дворянина Василия Фёдоровича по прозванию «Ворон», окладчика Дементия Фёдоровича и воеводу Григория Фёдоровича.

## Биография
В 1606 году упомянут новиком первой статьи. В 1617 году показан сыном боярским в Торопецкой и Холмской десятни. В 1618—1619 жилец, при осаде Москвы польского королевича Владислава IV, в полку не значился, а был пешим ратником. В 1627 году записан в московские дворяне. В 1629 году воевода в Черни. В 1631—1632 годах воевода в Алексине. В 1636—1637 годах воевода в Царёвосанчурске.
Умер в 1637 году.
От брака с неизвестной имел единственного сына, князя и московского дворянина Михаила Андреевича Шаховского по прозванию «Баран».